# Hagnagora luteoradiata
Hagnagora luteoradiata là một loài bướm đêm trong họ Geometridae.